# Tuba City
Tuba City est une  communauté non-incorporée du comté de Coconino en Arizona.